# Катастрофа рейсу 425 TAP
Катастрофа сталася 19 листопада 1977 року. Загинула 131 людина зі 164, які перебували на борту
Рейс 425 авіакомпанії TAP виконував регулярний рейс з Брюсселя (BRU) до Фуншала (FNC), острів Мадейра, з проміжною зупинкою в Лісабоні (LIS). Погодні умови на Мадейрі були поганими. Йшов дощ і купчаста хмарність на висоті 1500 футів з видимістю 3000 м ускладнювали захід на посадку.
Захід на посадку виконувався за неточною системою (захід за приводною радіостанцією). На першому заході екіпаж не побачив ЗПС і пішов на друге коло. Йшов сильний дощ, але екіпаж доповів, що бачить вогні ЗПС, коли вийшов на приводну радіостанцію вдруге. Торкання ЗПС відбулося на відстані 600 метрів за торцем ЗПС і до кінця залишалося всього 1000 метрів.
Було ввімкнено реверс тяги двигунів і піднято інтерцептори, але літак потрапив на режим аквапланування і не зміг зупинитися в межах ЗПС. Стався удар об кам'яну стіну, що відірвав праве крило. І літак упав із 40-метрового обриву, яким закінчувалася ЗПС, і вибухнув.
Комісія, яка розслідувала катастрофу, встановила такі ймовірні причини:
- Дуже погані погодні умови під час посадки
- На ЗПС були умови для виникнення аквапланування
- Посадка виконана на швидкості, що перевищує задану на 19 вузлів
- Дотик ЗПС виконано з перельотом

На пробігу екіпаж різко коригував напрямок руху, що погіршує можливості коліс до гальмування.